# Volta a Portugal 2014
La Volta a Portugal 2014, settantaseiesima edizione della corsa, si svolse in undici tappe dal 30 luglio al 10 agosto 2014 per un percorso totale di 1 613,4 km, con partenza da Fafe e arrivo a Lisbona.

## Tappe
| Tappa  | Data      | Percorso                            | km      | Vincitore di tappa   | Leader cl. generale  |
| ------ | --------- | ----------------------------------- | ------- | -------------------- | -------------------- |
| Prol.  | 30 luglio | Fafe > Fafe (cron. individuale)     | 6,8     | Víctor de la Parte   | Víctor de la Parte   |
| 1ª     | 31 luglio | Lousada > Maia                      | 183,5   | Phil Bauhaus         | Víctor de la Parte   |
| 2ª     | 1º agosto | Gondomar > Braga                    | 171,8   | Davide Viganò        | Víctor de la Parte   |
| 3ª     | 2 agosto  | Viana do Castelo > Montalegre       | 180     | David Belda          | Gustavo César Veloso |
| 4ª     | 3 agosto  | Boticas > Mondim de Basto           | 192,5   | Edgar Pinto          | Gustavo César Veloso |
| 5ª     | 4 agosto  | Alvarenga > Santo Tirso             | 161,3   | David Belda          | Gustavo César Veloso |
| 6ª     | 5 agosto  | Oliveira do Bairro > Viseu          | 155     | Phil Bauhaus         | Gustavo César Veloso |
| 7ª     | 7 agosto  | Belmonte > Torre                    | 172,5   | Rui Sousa            | Gustavo César Veloso |
| 8ª     | 8 agosto  | Sabugal > Castelo Branco            | 194     | Sergej Šilov         | Gustavo César Veloso |
| 9ª     | 9 agosto  | Oleiros > Sertã (cron. individuale) | 28,9    | Gustavo César Veloso | Gustavo César Veloso |
| 10ª    | 10 agosto | Burinhosa > Lisbona                 | 167,1   | Manuel Cardoso       | Gustavo César Veloso |
| Totale | Totale    | Totale                              | 1.613,4 |                      |                      |

## Squadre partecipanti
Inizialmente si erano iscritte alla corsa diciassette squadre, tra cui la nazionale del Portogallo. Tuttavia, poco prima dell'inizio della competizione, la squadra Skydive Dubai, degli Emirati Arabi Uniti, ha ufficialmente rinunciato alla Volta 2014.
| N.    | Cod. | Squadra                  |
| ----- | ---- | ------------------------ |
| 1-9   | OFM  | OFM-Quinta da Lixa       |
| 11-19 | BOA  | Rádio Popular            |
| 21-29 | LAA  | LA Aluminios-Antarte     |
| 31-39 | LDD  | Louletano-Dunas Douradas |
| 41-49 | BBC  | Banco BIC-Carmim         |
| 51-59 | EFG  | Efapel-Glassdrive        |
| 61-69 | CJR  | Caja Rural-Seguros RGA   |
| 71-79 | SKD  | Skydive Dubai            |
| 81-89 | ECU  | 472-Colombia             |

| N.      | Cod. | Squadra                |
| ------- | ---- | ---------------------- |
| 91-99   | ECU  | Team Ecuador           |
| 101-109 | BUR  | Burgos-BH              |
| 111-119 | LOK  | Lokosphinx             |
| 121-129 | SGT  | Team Stuttgart         |
| 131-139 | POR  | Nazionale portoghese   |
| 141-149 | UKO  | Team Ukyo              |
| 151-159 | STG  | Team Stölting          |
| 161-169 | CTO  | Christina Watches-Kuma |

## Dettagli delle tappe

### Prologo
- 30 luglio: Fafe > Fafe – 6,8 km

Risultati
| Pos. | Corridore            | Squadra    | Tempo |
| ---- | -------------------- | ---------- | ----- |
| 1    | Víctor de la Parte   | Efapel     | 8'56" |
| 2    | Gustavo César Veloso | OFM-Quinta | a 4"  |
| 3    | Luis León Sánchez    | Caja Rural | a 10" |

| Pos. | Corridore            | Squadra    | Tempo |
| ---- | -------------------- | ---------- | ----- |
| 1    | Víctor de la Parte   | Efapel     | 8'56" |
| 2    | Gustavo César Veloso | OFM-Quinta | a 4"  |
| 3    | Luis León Sánchez    | Caja Rural | a 10" |

### 1ª tappa
- 31 luglio: Lousada > Maia – 183,5 km

Risultati
| Pos. | Corridore      | Squadra       | Tempo    |
| ---- | -------------- | ------------- | -------- |
| 1    | Phil Bauhaus   | Team Stölting | 4h51'10" |
| 2    | Manuel Cardoso | Banco BIC     | s.t.     |
| 3    | Davide Viganò  | Caja Rural    | s.t.     |

| Pos. | Corridore            | Squadra    | Tempo    |
| ---- | -------------------- | ---------- | -------- |
| 1    | Víctor de la Parte   | Efapel     | 5h00'06" |
| 2    | Gustavo César Veloso | OFM-Quinta | a 4"     |
| 3    | Luis León Sánchez    | Caja Rural | a 10"    |

### 2ª tappa
- 1º agosto: Gondomar > Braga – 171,8 km

Risultati
| Pos. | Corridore      | Squadra      | Tempo    |
| ---- | -------------- | ------------ | -------- |
| 1    | Davide Viganò  | Caja Rural   | 4h20'58" |
| 2    | Filipe Cardoso | Efapel       | s.t.     |
| 3    | Hugo Sabido    | LA Aluminios | s.t.     |

| Pos. | Corridore            | Squadra    | Tempo    |
| ---- | -------------------- | ---------- | -------- |
| 1    | Víctor de la Parte   | Efapel     | 9h21'04" |
| 2    | Gustavo César Veloso | OFM-Quinta | a 4"     |
| 3    | Luis León Sánchez    | Caja Rural | a 10"    |

### 3ª tappa
- 2 agosto: Viana do Castelo > Montalegre – 180 km

Risultati
| Pos. | Corridore            | Squadra    | Tempo    |
| ---- | -------------------- | ---------- | -------- |
| 1    | David Belda          | Burgos-BH  | 5h09'03" |
| 2    | Ricardo Mestre       | Efapel     | a 12"    |
| 3    | Gustavo César Veloso | OFM-Quinta | a 12"    |

| Pos. | Corridore            | Squadra    | Tempo     |
| ---- | -------------------- | ---------- | --------- |
| 1    | Gustavo César Veloso | OFM-Quinta | 14h30'23" |
| 2    | Víctor de la Parte   | Efapel     | a 11"     |
| 3    | Luis León Sánchez    | Caja Rural | a 21"     |

### 4ª tappa
- 3 agosto: Boticas > Mondim de Basto – 192,5 km

Risultati
| Pos. | Corridore            | Squadra      | Tempo    |
| ---- | -------------------- | ------------ | -------- |
| 1    | Edgar Pinto          | LA Aluminios | 5h18'08" |
| 2    | Gustavo César Veloso | OFM-Quinta   | s.t.     |
| 3    | Jóni Brandão         | Efapel       | a 8"     |

| Pos. | Corridore            | Squadra      | Tempo     |
| ---- | -------------------- | ------------ | --------- |
| 1    | Gustavo César Veloso | OFM-Quinta   | 19h48'31" |
| 2    | Edgar Pinto          | LA Aluminios | a 26"     |
| 3    | Luis León Sánchez    | Caja Rural   | a 29"     |

### 5ª tappa
- 4 agosto: Alvarenga > Santo Tirso – 161,3 km

Risultati
| Pos. | Corridore            | Squadra    | Tempo    |
| ---- | -------------------- | ---------- | -------- |
| 1    | David Belda          | Burgos-BH  | 4h09'21" |
| 2    | Delio Fernández      | OFM-Quinta | a 3"     |
| 3    | Gustavo César Veloso | OFM-Quinta | a 3"     |

| Pos. | Corridore            | Squadra      | Tempo     |
| ---- | -------------------- | ------------ | --------- |
| 1    | Gustavo César Veloso | OFM-Quinta   | 23h57'55" |
| 2    | Luis León Sánchez    | Caja Rural   | a 29"     |
| 3    | Edgar Pinto          | LA Aluminios | a 30"     |

### 6ª tappa
- 5 agosto: Oliveira do Bairro > Viseu – 155 km

Risultati
| Pos. | Corridore      | Squadra       | Tempo    |
| ---- | -------------- | ------------- | -------- |
| 1    | Phil Bauhaus   | Team Stölting | 4h03'05" |
| 2    | Davide Viganò  | Caja Rural    | s.t.     |
| 3    | Vicente García | Louletano     | s.t.     |

| Pos. | Corridore            | Squadra      | Tempo     |
| ---- | -------------------- | ------------ | --------- |
| 1    | Gustavo César Veloso | OFM-Quinta   | 28h01'00" |
| 2    | Luis León Sánchez    | Caja Rural   | a 29"     |
| 3    | Edgar Pinto          | LA Aluminios | a 30"     |

### 7ª tappa
- 7 agosto: Belmonte > Torre – 172,5 km

Risultati
| Pos. | Corridore    | Squadra       | Tempo    |
| ---- | ------------ | ------------- | -------- |
| 1    | Rui Sousa    | Rádio Popular | 5h06'39" |
| 2    | Jóni Brandão | Efapel        | a 39"    |
| 3    | Edgar Pinto  | LA Aluminios  | a 39"    |

| Pos. | Corridore            | Squadra       | Tempo     |
| ---- | -------------------- | ------------- | --------- |
| 1    | Gustavo César Veloso | OFM-Quinta    | 33h08'18" |
| 2    | Rui Sousa            | Rádio Popular | a 28"     |
| 3    | Edgar Pinto          | LA Aluminios  | a 30"     |

### 8ª tappa
- 8 agosto: Sabugal > Castelo Branco – 194 km

Risultati
| Pos. | Corridore        | Squadra    | Tempo    |
| ---- | ---------------- | ---------- | -------- |
| 1    | Sergej Šilov     | Lokosphinx | 4h48'21" |
| 2    | Samuel Rodrigues | OFM-Quinta | s.t.     |
| 3    | Manuel Cardoso   | Banco BIC  | s.t.     |

| Pos. | Corridore            | Squadra       | Tempo     |
| ---- | -------------------- | ------------- | --------- |
| 1    | Gustavo César Veloso | OFM-Quinta    | 37h56'39" |
| 2    | Rui Sousa            | Rádio Popular | a 28"     |
| 3    | Edgar Pinto          | LA Aluminios  | a 30"     |

### 9ª tappa
- 9 agosto: Oleiros > Sertã – 28,9 km

Risultati
| Pos. | Corridore            | Squadra        | Tempo   |
| ---- | -------------------- | -------------- | ------- |
| 1    | Gustavo César Veloso | OFM-Quinta     | 35'07"  |
| 2    | Víctor de la Parte   | Efapel         | a 55"   |
| 3    | Stefan Schumacher    | Christina Wat. | a 1'18" |

| Pos. | Corridore            | Squadra       | Tempo     |
| ---- | -------------------- | ------------- | --------- |
| 1    | Gustavo César Veloso | OFM-Quinta    | 38h31'46" |
| 2    | Rui Sousa            | Rádio Popular | a 2'01"   |
| 3    | Delio Fernández      | OFM-Quinta    | a 2'54"   |

### 10ª tappa
- 10 agosto: Burinhosa > Lisbona – 167,1 km

Risultati
| Pos. | Corridore      | Squadra    | Tempo    |
| ---- | -------------- | ---------- | -------- |
| 1    | Manuel Cardoso | Banco BIC  | 4h08'21" |
| 2    | Davide Viganò  | Caja Rural | s.t.     |
| 3    | Sergej Šilov   | Lokosphinx | s.t.     |

| Pos. | Corridore            | Squadra       | Tempo     |
| ---- | -------------------- | ------------- | --------- |
| 1    | Gustavo César Veloso | OFM-Quinta    | 42h40'23" |
| 2    | Rui Sousa            | Rádio Popular | a 1'45"   |
| 3    | Delio Fernández      | OFM-Quinta    | a 2'38"   |

## Evoluzione delle classifiche
| Tappa              | Vincitore            | Classifica generale Maglia gialla | Classifica a punti Maglia rossa | Classifica della montagna Maglia azzurra | Classifica giovani Maglia bianca | Classifica a squadre |
| ------------------ | -------------------- | --------------------------------- | ------------------------------- | ---------------------------------------- | -------------------------------- | -------------------- |
| Prol.              | Víctor de la Parte   | Víctor de la Parte                | non assegnata                   | non assegnata                            | Rubén Fernández                  | Efapel-Glassdrive    |
| 1ª                 | Phil Bauhaus         | Víctor de la Parte                | Phil Bauhaus                    | Pablo Torres                             | Rubén Fernández                  | Efapel-Glassdrive    |
| 2ª                 | Davide Viganò        | Víctor de la Parte                | Davide Viganò                   | António Carvalho                         | Rubén Fernández                  | Efapel-Glassdrive    |
| 3ª                 | David Belda          | Gustavo César Veloso              | Davide Viganò                   | António Carvalho                         | Rubén Fernández                  | Efapel-Glassdrive    |
| 4ª                 | Edgar Pinto          | Gustavo César Veloso              | Davide Viganò                   | António Carvalho                         | Rubén Fernández                  | OFM-Quinta da Lixa   |
| 5ª                 | David Belda          | Gustavo César Veloso              | David Belda                     | António Carvalho                         | Rubén Fernández                  | OFM-Quinta da Lixa   |
| 6ª                 | Phil Bauhaus         | Gustavo César Veloso              | Davide Viganò                   | António Carvalho                         | Rubén Fernández                  | OFM-Quinta da Lixa   |
| 7ª                 | Rui Sousa            | Gustavo César Veloso              | Davide Viganò                   | António Carvalho                         | Heiner Parra                     | OFM-Quinta da Lixa   |
| 8ª                 | Sergej Šilov         | Gustavo César Veloso              | Davide Viganò                   | António Carvalho                         | Heiner Parra                     | OFM-Quinta da Lixa   |
| 9ª                 | Gustavo César Veloso | Gustavo César Veloso              | Gustavo César Veloso            | António Carvalho                         | David Rodrigues                  | OFM-Quinta da Lixa   |
| 10ª                | Manuel Cardoso       | Gustavo César Veloso              | Davide Viganò                   | António Carvalho                         | David Rodrigues                  | OFM-Quinta da Lixa   |
| Classifiche finali | Classifiche finali   | Gustavo César Veloso              | Davide Viganò                   | António Carvalho                         | David Rodrigues                  | OFM-Quinta da Lixa   |

## Classifiche finali

### Classifica generale
| Pos. | Corridore            | Squadra       | Tempo     |
| ---- | -------------------- | ------------- | --------- |
| 1    | Gustavo César Veloso | OFM-Quinta    | 42h40'23" |
| 2    | Rui Sousa            | Radio Popular | a 1'45"   |
| 3    | Delio Fernández      | OFM-Quinta    | a 2'38"   |
| 4    | Jóni Brandão         | Efapel        | a 2'54"   |
| 5    | Edgar Pinto          | LA Aluminios  | a 3'10"   |
| 6    | Ricardo Vilela       | OFM-Quinta    | a 4'38"   |
| 7    | Víctor de la Parte   | Efapel        | a 5'15"   |
| 8    | Virgilio Santos      | Radio Popular | a 6'42"   |
| 9    | Amaro Antunes        | Banco BIC     | a 7'04"   |
| 10   | Sandro Pinto         | Louletano     | a 7'08"   |

### Classifica a punti
| Pos. | Corridore            | Squadra    | Punti |
| ---- | -------------------- | ---------- | ----- |
| 1    | Davide Viganò        | Caja Rural | 100   |
| 2    | Gustavo César Veloso | OFM-Quinta | 90    |
| 3    | Manuel Cardoso       | Banco BIC  | 81    |
| 4    | Filipe Cardoso       | Efapel     | 73    |
| 5    | Delio Fernández      | OFM-Quinta | 60    |

### Classifica scalatori
| Pos. | Corridore            | Squadra      | Punti |
| ---- | -------------------- | ------------ | ----- |
| 1    | António Carvalho     | LA Aluminios | 81    |
| 2    | Gustavo César Veloso | OFM-Quinta   | 46    |
| 3    | Edgar Pinto          | LA Aluminios | 39    |
| 4    | Jóni Brandão         | Efapel       | 39    |
| 5    | Diego Ochoa          | OFM-Quinta   | 38    |

### Classifica giovani
| Pos. | Corridore            | Squadra        | Tempo     |
| ---- | -------------------- | -------------- | --------- |
| 1    | David Rodrigues      | Portogallo     | 42h53'03" |
| 2    | Frederico Figueiredo | Radio Popular  | a 1'06"   |
| 3    | Heiner Parra         | Caja Rural     | a 7'43"   |
| 4    | Joaquim Silva        | Portogallo     | a 8'00"   |
| 5    | Nikodemus Holler     | Team Stuttgart | a 21'06"  |

### Classifica a squadre
| Pos. | Squadra                | Tempo      |
| ---- | ---------------------- | ---------- |
| 1    | OFM-Quinta da Lixa     | 128h07'46" |
| 2    | Efapel-Glassdrive      | a 5'49"    |
| 3    | Radio Popular          | a 11'07"   |
| 4    | LA Aluminios-Antarte   | a 15'53"   |
| 5    | Caja Rural-Seguros RGA | a 21'59"   |